# LATTC/Ortho Institute (métro de Los Angeles)
LATTC/Ortho Institute, officiellement Los Angeles Trade-Technical College/Orthopaedic Institute for Children, est une station du métro de Los Angeles desservie par les rames de la ligne E et située dans le quartier historique de South Central (en) à Los Angeles en Californie. Entre 2012 et 2014, la station est nommée 23rd Street.

## Localisation
Station du métro de Los Angeles en surface, LATTC/Ortho Institute est située sur la ligne E à l'intersection de Flower Street de 23rd Street dans le quartier historique de South Central dans la région de South Los Angeles au sud du centre-ville de Los Angeles.

## Histoire
La station LATTC/Ortho Institute est mise en service le 28 avril 2012, année d'ouverture de la ligne E. À son ouverture et jusqu'en 2014, la station est nommée 23rd Street. 

## Service

### Accueil

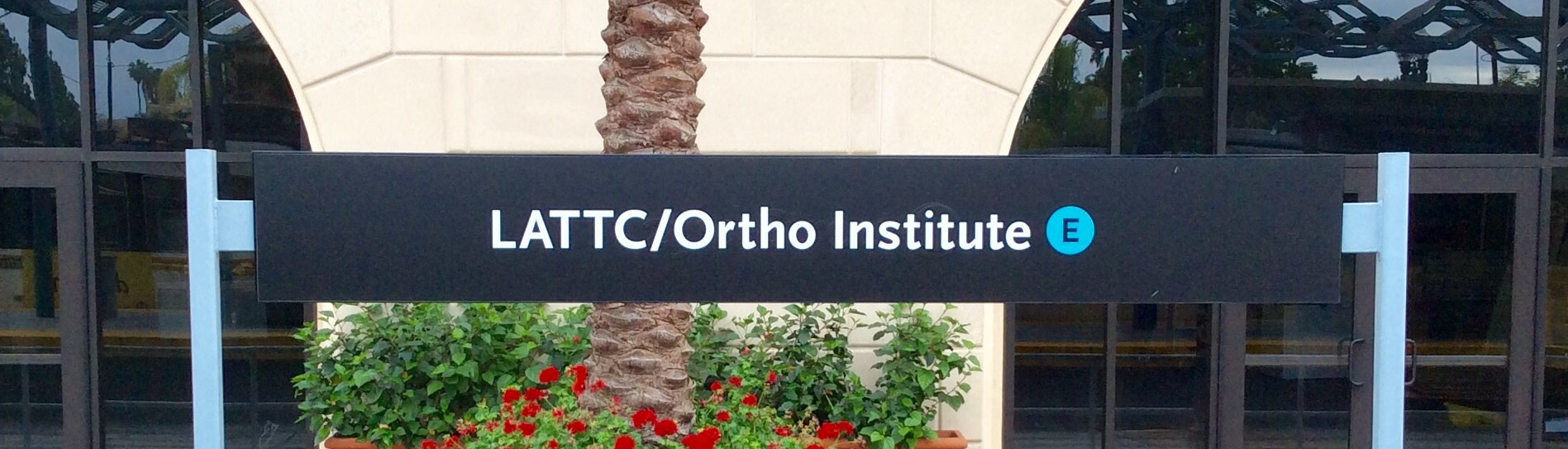
Signalétique.

### Desserte
LATTC/Ortho Institute est desservie par les rames de la ligne E du métro.

### Intermodalité
La station est desservie par les lignes d'autobus 37, 38, 55, 81, 355, 460 et 603 de Metro, les lignes 701 et 724 de Orange County Transportation Authority (en) et la ligne 4 de Torrance Transit (en). La ligne d'autobus à haut niveau de service J dessert également la station. 

## Architecture et œuvres d'art
Une œuvre de Christofer C. Dierdorff nommée The Intimacy of Place orne la station, celle-ci est constituée de photographies de personnes représentatives du quartier. 